# Guillaume Hesse
Guillaume Hesse (Amsterdam, 9 oktober 1898 – Baarn, 11 oktober 1968) was een Nederlands cellist.
Hij was zoon van Henri Jean Hesse en Jacoba Maria Blesing. Zelf was hij getrouwd met Jenneke Francina Tolhoek. Hij werd gecremeerd op Driehuis-Westerveld.
Zijn eerste muzieklessen kreeg hij van zijn vader, de violist Henri Jean Hesse. Daarna volgde een opleiding aan het Amsterdams Conservatorium bij Isaäc Mossel (cello) en Jean Baptiste de Pauw (piano). Hij haalde tijdens zijn opleiding prijzen uitlopend tot de prijs voor uitnemendheid in 1918. Na die prijs trok hij Nederland in als cellovirtuoos, solist bij diverse orkesten en kamermuziekensembles. Zo maakte hij deel uit van Het Hollandsch Trio (pianist Jan Kuiler, violist Jan Bresser). Ook in het duo met pianist Hans Franco Mendes maakte hij furore in binnen- en buitenland. Hij gaf in die jaren rond 1920 ook een aantal publicaties uit met studiewerken voor de cello en was in 1923 betrokken bij de oprichting van de voorloper van de Nederlandse Toonkunstenaars Bond. In 1924 werd hij eerste solocellist bij het Groningsch Orkest, een functie die hij twee jaar later inruilde voor eenzelfde functie bij het Oslo Filharmoniske Orkester. In die hoedanigheid maakte hij verder contact met de internationale muziekwereld tot aan Igor Stravinsky aan toe, die in 1931 voor het Noorse orkest stond. Het jaar daarop kwam Hesse weer naar Nederland om er deel te gaan uitmaken van het Waleson-kwartet, dat van nationale en internationale betekenis was tot 1939 (met violisten Dick Waleson, Nap de Klijn en altviolist Giel Smit). Toen de Tweede Wereldoorlog uitbrak staakte Hesse zijn carrière als cellovirtuoos en ging aan de slag als muziekpedagoog. Hij maakte daarbij gebruik van de door hem zelf uitgevonden methodiek Exermano, waarbij de nadruk viel op weloverwogen en efficiënt spiergebruik en balans tussen lichaam en geest. Hij kreeg octrooi in diverse landen voor het bijbehorende toestelletje Exermano. Zijn methode werkte goed bij musici met klachten in hand- en armspieren. Hij voerde dit ver door en kwam zodoende alleen te staan binnen de muziekpedagogie.
Publicaties:
- Douze études d’artistes pour violoncello (1920/1923)
- 1200 exercises pratiques des doigts (1924-1926)
- Toestanden in ons muziekleven (1922) (artikelen in De Telegraaf)
- Een menslievende vinding (artikel in De Telegraaf over Exermano (1939)

Hesse bespeelde een cello gemaakt door Jakob Weiss (Salzburg, 1740), die nog steeds wordt bespeeld en in het bezit is van het Nederlands Muziekinstrumentenfonds. Zijn archief wordt beheerd door het Nederlands Muziekinstituut.
- Library of Congress Control Number: nb98092364
- Nationale Bibliotheek van Tsjechië: mzk2011633397
- Virtual International Authority File: 51183283
- WorldCat: E39PBJyCCfdxMKmQmJmBfVRMyd